# Hogna nigrichelis
Hogna nigrichelis är en spindelart som först beskrevs av Roewer 1955.  Hogna nigrichelis ingår i släktet Hogna och familjen vargspindlar.
Artens utbredningsområde är Iran. Inga underarter finns listade i Catalogue of Life.